# Sight and touch
Sight and touch is een single van Chris de Burgh. Het is afkomstig van zijn album Man on the line.
Sight and touch is een verhaal over liefde in het imaginaire tijdperk van George Orwells Big Brother; het leven wordt door anderen bepaald, die jou in de gaten houden via een videolijn. Alleen in de nacht als alles donker is, kan nog lichamelijk contact plaatsvinden. B-kant Taking it over the top over succes in de zakenwereld was in Nederland al bekend als B-kant van  The head and the heart (nummer).
De single haalde geen notering in de hitparades.